# Glenurus gratus
Glenurus gratus is een insect uit de familie van de mierenleeuwen (Myrmeleontidae), die tot de orde netvleugeligen (Neuroptera) behoort. 
Glenurus gratus is voor het eerst wetenschappelijk beschreven door Say in 1839.